# Jean Lamour

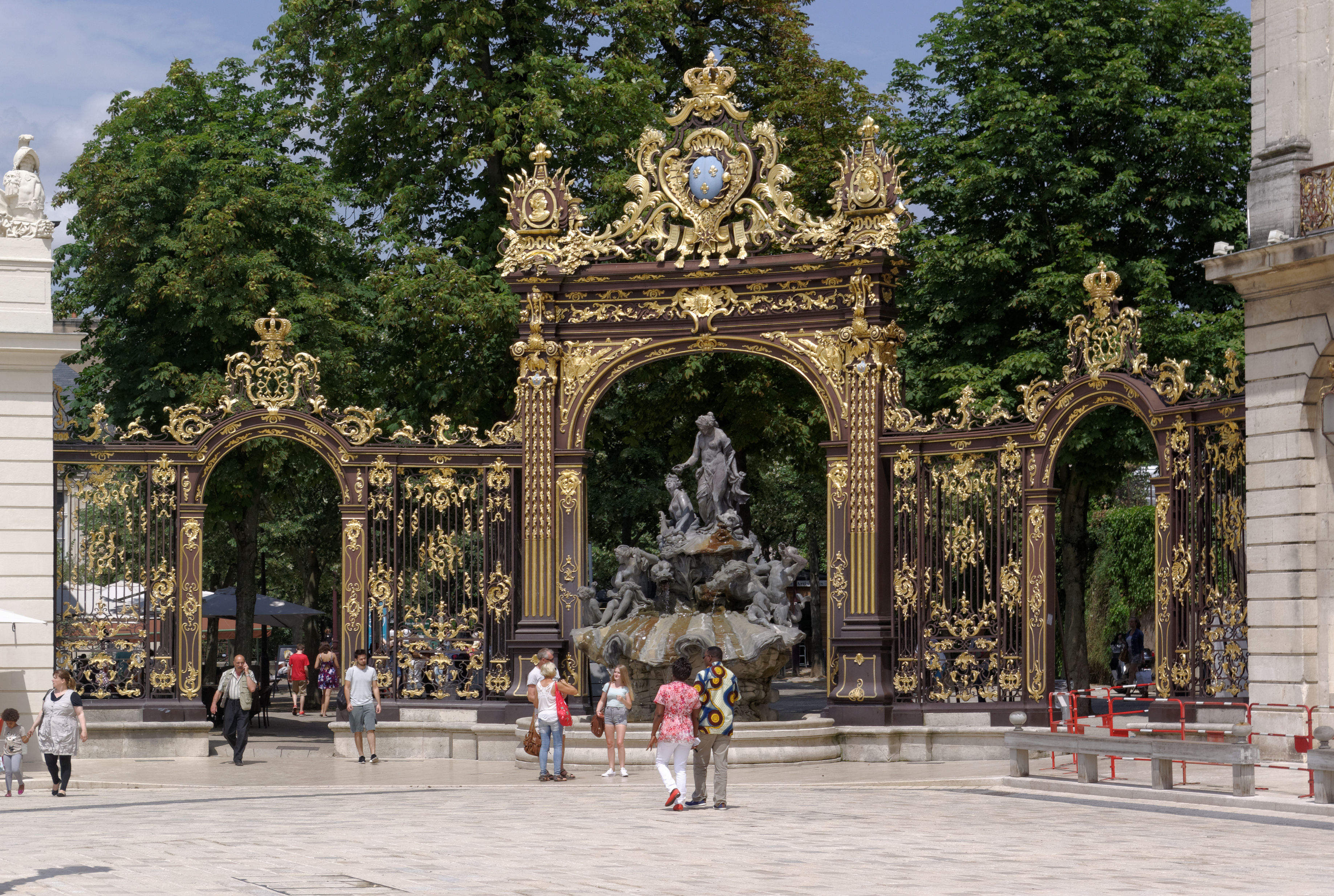
Enrejado en oro de la Plaza Stanislas en Nancy realizado por Jean Lamour.

Jean Lamour, Nancy 26 de marzo de 1698 – Nancy 20 de junio de 1771.
Es un herrero forjador y artista del hierro francés.
Jean-Baptiste Lamour hijo también de un gran maestro herrero de Nancy, termina su formación en las ciudades de Metz y de París entre 1715 y 1719.
Conocedor ya del trabajo en hierro es en el diseño que debe aprender pues su vocación es antes que nada artística, en 1719 contrae matrimonio con Dieudonne Madeleine mayor que el de ocho años quien le da tres hijos.
En ese mismo año ya es portador del título de maestro herrero y se instala por su cuenta en la ciudad nueva en Nancy cerca de la Iglesia de St Sébastien, se dedica a reparar los faros de la ciudad y a otros trabajos menores de herrería en iglesias y capillas.
Forja los balcones de las torres de la nueva catedral primada de Nancy y probablemente las cruces de la misma.
En 1728 realiza un enrejado hoy día desaparecido para la iglesia de Saint-Epvre, y por la misma época los balcones del nuevo edificio de la intendencia.
En 1730 se termina la nueva Iglesia de Saint-Sebastien en la que ejecuta las cruces. 
Testigos de la época denotan del que es un hombre de gran tamaño amante del buen vestir de las obras piadosas y muy interesado por todo lo que se relacionase con la religión.
Se convierte en el artista herrero oficial del duque Estanislao I Leszczynski y concibe para este en colaboración con el arquitecto Emmanuel Héré las magníficas rejas doradas que adornan la Plaza Stanislas de Nancy, si dudas su obra maestra.
Jean Lamour fallece en 1771 a la edad de 73 años, su cuerpo primeramente fue enterrado en el convento de Minimes en Nancy, hoy Liceo Henri Poincaré, donde estuvo hasta 1808 año en que el convento fue transformado en el Liceo que es hoy día.
- Datos: Q3172971
- Multimedia: Jean Lamour (ferronnier) / Q3172971